# 자발 대칭 깨짐
물리학에서 자발 대칭 깨짐(自發對稱-, spontaneous symmetry breaking)은 어떤 이론에 대칭이 있으나 그 특정한 바닥 상태는 대칭을 보이지 않는 현상을 이야기한다. 자발 대칭 깨짐을 통하여 낮은 에너지에서는 나타나지 않는 대칭을 숨은 대칭(hidden symmetry)이라고 한다.
양자장론에서는 바닥 상태를 진공이라고 부른다. 즉 진공이란 이론의 퍼텐셜(정확히 말하자면 유효퍼텐셜)이 최소가 되는 상태를 일컫는다. 자발 대칭 깨짐이 일어나는 경우에는, 진공이 유일하지 않고 대칭에 따라 여러 가지의 진공상태가 있다. 예를 들어 이론이 {\displaystyle V(x)=V(-x)}라는 대칭 (P대칭)을 지니고, 진공 가운데 하나가 {\displaystyle x=x_{0}}라면, {\displaystyle x=-x_{0}}도 역시 진공이다.
깨지는 대칭이 연속적인 대칭이라면, 이에 따라 이론은 무한한 수의 진공을 가진다. 예를 들어 {\displaystyle V(x)=V(x\exp(i\alpha ))}와 같은 U(1) 대칭의 경우, 진공은 {\displaystyle x=x_{0}\exp(i\alpha )}와 같이 연속적으로 분포한다. 이런 경우 골드스톤 정리에 따라 이론은 무질량 스칼라 보손 (난부-골드스톤 보손)을 가진다. 만약 깨지는 대칭이 전반적 (global) 대칭이 아니라 게이지 대칭이라면, 이 난부-골드스톤 보손은 관측할 수 없고, 대신 게이지 보손에 질량을 준다.
자발 대칭 깨짐은 여러 방법으로 일어날 수 있다. 가장 간단한 예는 라그랑지언이 적절한 (반)고전적 퍼텐셜을 포함하는 경우다. 예를 들어, 힉스 장에 멕시코 모자 퍼텐셜을 주어 대칭을 깰 수 있다. 고전적 퍼텐셜 말고도, 순수하게 복사보정으로 인하여 (즉 양자론적으로) 대칭이 깨질 수도 있다. 대표적인 예로 콜먼-와인버그 모형이 있다.

## 예시
- 강자성을 띠는 물질의 경우 퀴리 온도 아래에서는 자기화가 진행되면서 회전 대칭 SO(3)이 깨져 방향성을 띈다.
- 각종 양자장론에서는 여러 종류의 대칭이 저절로 깨져 낮은 에너지 준위(눈금)에서 (BRST 대칭 제외) 대칭을 관찰할 수 없게 된다. 예를 들어 선형 시그마 모형과 표준 모형 (힉스 메커니즘), BCS 이론이 있다. 대통일 이론에서는 대통일군이 대통일 눈금에서 대칭이 깨어져 표준 모형 대칭군으로 환원된다.
- 대칭형 언덕 꼭대기에 놓인 공을 생각하자. 공이 사방으로 동일하게 보이는 언덕위에 놓인 경우, 언덕과 공 모두 360도의 모든 방향에 대해 동등하므로 회전적으로 대칭이다. 그러나 이 상태는 불안정하다. 약간만 건드려도 공은 어느 한 방향으로 굴러 떨어진다. 공이 굴러 떨어지는 방향은 다른 방향들과 구별되므로 대칭이 깨진다.

## 참고 문헌
- 히로세 다치시게 (2013). 《우주의 탄생과 대칭》. 김슬기 역. 승산. ISBN 978-896139049-1.
  - 広瀬 立成 (2011년 8월 17일). 《対称性とはなにか 自然・宇宙のしくみを対称性の破れによって理解する》 (일본어). ソフトバンククリエイティブ. ISBN 978-4-7973-6280-0.
- Strocchi, Franco (2011). “Spontaneous symmetry breaking in classical systems”. 《Scholarpedia》 6 (10): 11195. doi:10.4249/scholarpedia.11195.
- Strocchi, Franco (2012). “Spontaneous symmetry breaking in quantum systems”. 《Scholarpedia》 7 (1): 11196. arXiv:1201.5459. doi:10.4249/scholarpedia.11196.

## 같이 보기
- 골드스톤 정리
- 진공
- CP 위반

자발 대칭 깨짐의 메커니즘:
- 힉스 메커니즘
- 동적 대칭 깨짐 (테크니컬러 따위) — 게이지 입자를 통한 자발 대칭 깨짐
- 콜먼-와인버그 메커니즘